# اچ‌دی ۴۳۹۱
اچ‌دی ۴۳۹۱ یک ستاره است که در صورت فلکی سیمرغ قرار دارد.